# Oliver Ivanović
Oliver Ivanović (in serbo Оливер Ивановић?; Rznić, 1º aprile 1953 – Mitrovica, 16 gennaio 2018) è stato un politico serbo del Kosovo.
Ivanović è stato Segretario di Stato del Ministero serbo per il Kosovo e Metohija dal 2008 al 2012 ed è stato anche membro del Centro di coordinamento per il Kosovo e Metohija. È stato arrestato nel gennaio 2014 per sospetto di crimini di guerra e condannato a nove anni di carcere il 21 gennaio 2016 per crimini di guerra da parte di giudici di EULEX Kosovo. Tuttavia, la Corte d'appello di Pristina aveva annullato il verdetto di colpevolezza il 12 febbraio 2017 e aveva ordinato un nuovo processo.

## Studi e vita privata
Ivanović è nato a Rznić, un villaggio vicino a Dečani nel Kosovo occidentale, all'epoca parte della Repubblica popolare di Serbia nella Jugoslavia socialista, il 1 ° aprile 1953. Suo padre, Bogdan, era un professore di storia di origine montenegrina, e sua madre, Olga, era professore di lingua e letteratura serba. Aveva anche un fratello, Miroslav, e una sorella, Nataša.
Ivanović parlava serbo, albanese, inglese e italiano.
Era sposato con Milena Popović, con la quale aveva un figlio. Aveva anche tre figli dal suo precedente matrimonio.
Ivanović ha frequentato la scuola tecnico-meccanica primaria e secondaria a Kosovska Mitrovica, quindi si iscrisse all'Accademia militare jugoslava di Zagabria per diventare pilota. Durante i suoi studi ha iniziato il karate e rapidamente ne è divenuto allenatore. Tre anni dopo i suoi studi gli è stata diagnosticata una deficienza congenita della vista e ha lasciato l'Accademia Militare. Tornò in Kosovo e terminò i suoi studi presso la facoltà di ingegneria meccanica di Mitrovica dell'Università di Priština. Ha anche studiato alla Facoltà di Economia di Priština. Ha continuato, parallelamente ai suoi studi, allenandosi professionalmente nel karate. Ha ricevuto cinture più alte e ha ottenuto il riconoscimento come giudice onorario internazionale di karate.
Dopo gli studi, ha lavorato in diverse società a Kosovska Mitrovica. Dal 1991 al 1998 è stato a capo del Centro sportivo di Kosovska Mitrovica. Dal 1998 al 2004 è stato direttore generale della società mineraria di nichel "Feronikl" di Glogovac. Nel 2004 è diventato direttore del Servizio nazionale per l'impiego per il Kosovo e Metohija.

## Carriera politica

### Leader paramilitare a Mitrovica durante la guerra del Kosovo
Ivanović ha iniziato la sua carriera politica nel giugno 1999 durante la guerra del Kosovo, quando è stato nominato presidente del Consiglio nazionale serbo del Kosovo settentrionale e Metohija. Ha ricoperto questa carica fino al 6 giugno 2001.
Nel 1999 Ivanović sale alla ribalta come leader dei "guardiani del ponte" (bridgewatchers), una milizia paramilitare di giovani serbi intenzionati a difendere il nord del Kosovo (segnato dal ponte sul fiume Ibar a Mitrovica) dopo il ritiro delle forze di sicurezza serbe nel giugno del 1999 durante la guerra del Kosovo.
Nonostante la protezione delle forze internazionali, l'avanzata dell'Esercito di Liberazione del Kosovo aveva infatti causato l'espulsione della popolazione civile serba dalle città e dai villaggi (con la distruzione di proprietà civili e religiose), e il parallelo rientro della popolazione albanese precedentemente espulsa dai militari agli ordini di Milošević. 
A Kosovska Mitrovica, i serbi rimasti si organizzarono per impedire il rientro degli albanesi e la presa delle istituzioni kosovare nel nord della città. Ciò culminò con l'uccisione di 10 persone nel febbraio 2000, e la cacciata dei civili albanesi dalla parte nord della città.
Ivanović sarebbe stato inoltre accusato di aver guidato paramilitari serbi nella strage di venti civili albanesi già il 14 aprile 1999, alcune settimane dopo l'inizio dei bombardamenti NATO sulla Serbia.

### Leader politico dei serbo-kosovari a Mitrovica negli anni 2000
Dopo la fine della guerra in Kosovo, Ivanović emerge come un negoziatore chiave, dotato di carisma e pragmatismo. Nell'ottobre 2000 il Times nota la trasformazione estetica, retorica e politica dell'ex "nemico numero uno della comunità internazionale", descritto come il più “abile” e “astuto” tra i politici serbi.
Ivanović è stato anche presidente del consiglio comunale di Mitrovica fino alla fine di ottobre 2001. È diventato membro del Centro di coordinamento per il Kosovo e Metohija il 2 agosto 2001.
Ivanović è stato nominato membro dell'Assemblea del Kosovo dopo le elezioni parlamentari del novembre 2001 e membro della presidenza dell'Assemblea del Kosovo il 2 dicembre. È stato leader della Lista Serba per il Kosovo e Metohija alle elezioni parlamentari dell'ottobre 2004, e membro del Partito socialdemocratico (SDP) di Nebojša Čović.
Negli anni 2000, durante i difficili negoziati per la riunificazione amministrativa di Mitrovica, Ivanović mantiene la fiducia della comunità internazionale e dei politici kosovari, ma perde progressivamente il supporti dei serbi del Kosovo, che lo accusano di aver svenduto gli interessi serbi, inclusi i suoi ex alleati Marko Jakšić e Milan Ivanović, che mantengono la linea dura di non cooperazione con le istituzioni di Pristina, con gli albanesi del Kosovo, e con la comunità internazionale.

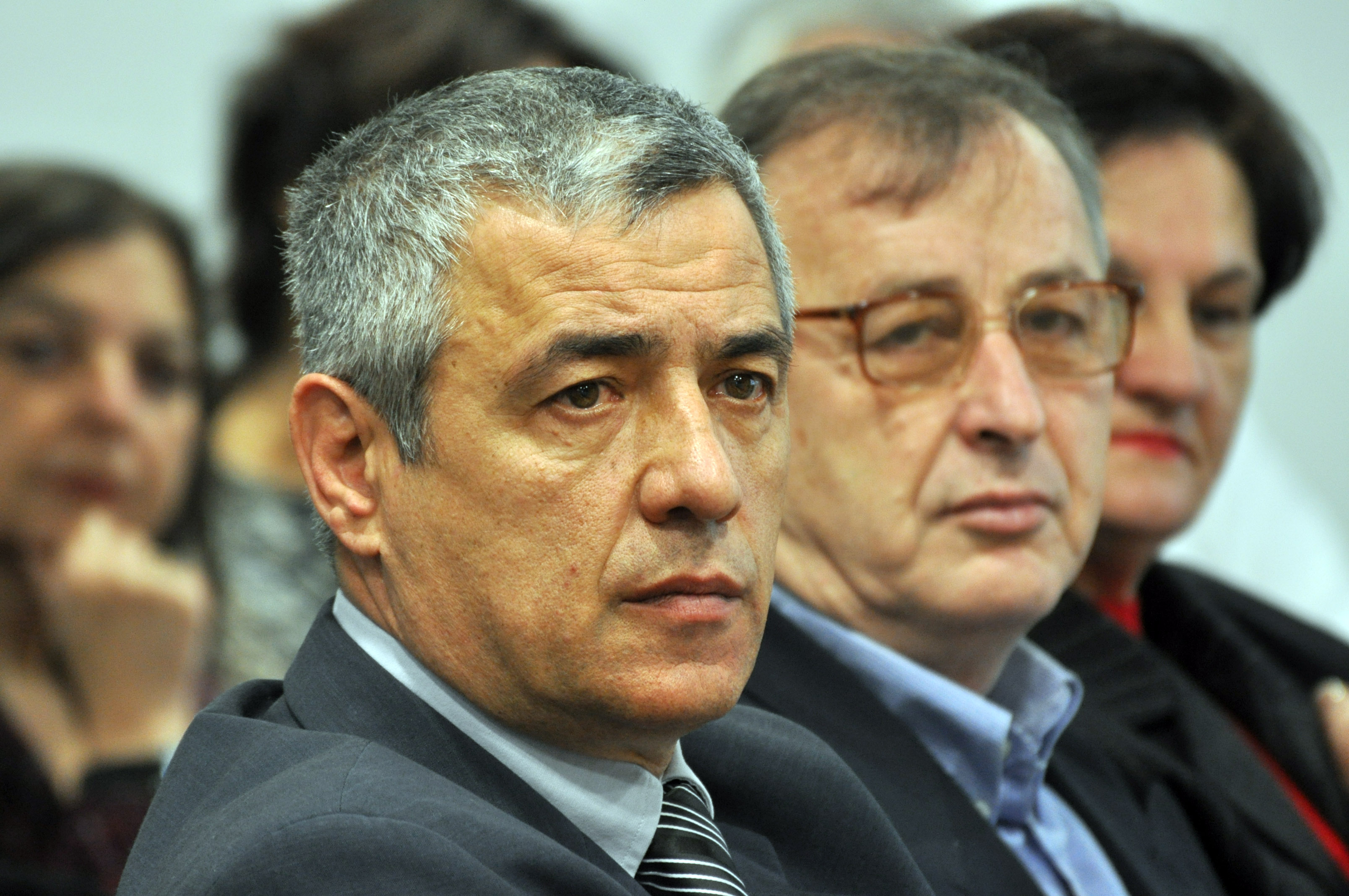
Ivanović in 2011 in Belgrade

Dal 2008 al 2012, Ivanović è nominato Segretario di Stato del Ministero per il Kosovo e Metohija nel nuovo governo della Serbia guidato da Mirko Cvetković. Ivanović è stato membro del Centro di coordinamento per il Kosovo e Metohija.
Nel 2009, ha fondato la lista civica SDP "Srbija, demokratija, pravda" ("Serbia, democrazia, giustizia") - in seguito "Sloboda, demokratija, pravda" ("Libertà, democrazia, giustizia"). Da allora, è presidente della lista civica.
Negli anni a Belgrado, Ivanović rafforza il suo controllo politico nel nord del Kosovo attraverso lo spoil-system nell'amministrazione pubblica, nominando una serie di funzionari a lui fedeli. Tuttavia, le turbolenze nel 2011 favoriscono la nascita di una nuova classe politica. Con il cambio di governo a Belgrado e l'arrivo del Partito Progressista Serbo, Ivanović è sostituito da Aleksandar Vulin alla Cancelleria per il Kosovo e Metohija; come vice, Vulin nomina Krstimir Pantić, la cui carriera politica era iniziata sulle barricate erette nel Kosovo del nord. Ivanović torna quindi a Mitrovica, dove si occupa di rafforzare la sua Lista SDP, sempre più un partito personalistico.
Nel novembre 2013 Ivanović era stato sconfitto alle elezioni municipali di Mitrovica Nord da Krstimir Pantić, candidato della Lista Serba, emanazione locale del Partito Progressista Serbo al governo a Belgrado; tuttavia Pantić si era dimesso poco dopo, rifiutando di giurare fedeltà alle istituzioni della Repubblica del Kosovo. Nuove elezioni erano previste per la primavera 2014.
Ivanovic era considerato un politico serbo-kosovaro fautore del dialogo e in grado di mantenere buone relazioni tanto con Belgrado quanto con Pristina e con la comunità internazionale. Secondo Lazarević, "dai suoi interlocutori, Ivanović è generalmente considerato un politico brillante, pragmatico ma anche sofisticato, moderno, fluente in albanese e inglese, sempre disponibile con i media, forte di un patrimonio di relazioni su tutti i fronti."

### Arresto e processo per crimini di guerra
Nel gennaio 2014, Ivanović è stato arrestato da EULEX con l'accusa di crimini di guerra durante gli anni '90.

Secondo l'accusa tra il 3 e il 4 febbraio 2000,  durante il bombardamento della Nato sulla Serbia di Slobodan Milosević, Oliver Ivanovic avrebbe guidato una milizia serba responsabile della pulizia etnica a Mitrovica Nord, uccidendo 10 albanesi, ferendo 25 persone, maltrattandone altre 93 ed espulse dalle loro case fino a 11.364 albanesi.
Ivanović sarebbe stato inoltre accusato di aver guidato paramilitari serbi nella strage di venti civili albanesi il 14 aprile 1999, alcune settimane dopo l'inizio dei bombardamenti NATO sulla Serbia.
I politici serbi e serbo-kosovari ne hanno denunciato l'arresto come un caso di giustizia politica.
Nella primavera 2014, durante la sua detenzione in attesa di giudizio, Ivanovic è stato candidato a sindaco di Mitrovica Nord per la lista civica SDP, venendo sconfitto da Goran Rakić della Lista Serba. L'arresto ha comunque permesso a Ivanović di ritrovare una certa popolarità tra i serbi del Kosovo.
Tra 2014 e 2015 Ivanović ha effettuato diversi scioperi della fame in carcere. Prima per ottenere il trasferimento (concesso) dal carcere di Pristina a quello di Mitrovica; quindi, nell'estate 2015, in protesta per la conferma della detenzione da parte dei giudici di EULEX. A suo sostegno erano scesi in piazza a Pristina anche i sindaci della Lista Serba dei quattro comuni a maggioranza serba del Kosovo del Nord.
Ivanović è stato condannato in primo grado a nove anni di carcere il 21 gennaio 2016 per crimini di guerra da parte di giudici di EULEX Kosovo. Tuttavia, la Corte d'appello di Pristina ha annullato il verdetto di colpevolezza il 12 febbraio 2017 e ha ordinato un nuovo processo.

### Scarcerazione e ritorno alla politica a Mitrovica
Da quando è uscito dal carcere nel 2017, Ivanović ha sottolineato la cattiva situazione nel nord del Kosovo a maggioranza serba. In un'intervista, ha dichiarato che i serbi del Kosovo nel Nord del Kosovo non hanno paura degli albanesi del Kosovo, ma di "serbi, criminali locali a bordo di fuoristrada senza targa automobilistica". 
Ha anche aggiunto che: "la droga viene venduta ad ogni angolo, ogni genitore ne ha paura". Ha sottolineato che negli ultimi anni ci sono stati oltre cinquanta casi di auto in fiamme, lancio di bombe a mano e due omicidi inspiegabili, e "tutto questo accade sul territorio di due chilometri e mezzo quadrati, che è completamente coperto da telecamere di sicurezza". Ha concluso che: "è ovvio che la polizia teme di offendere i colpevoli o che i perpetratori sono collegati alle strutture di sicurezza"
A luglio 2017, la sua auto era stata incendiata da sconosciuti.
Ivanović si è presentato alle elezioni locali del Kosovo nel 2017 come sindaco di Mitrovica Nord, con il suo partito SDP. Durante la campagna, ha criticato pubblicamente il governo serbo e il Partito Progressista Serbo per aver favorito la Lista Serba rispetto ad altri partiti serbi nelle elezioni locali in Kosovo. Goran Rakić, leader della Lista Serba e sindaco uscente di Mitrovica Nord (poi rieletto), ha definito Ivanović "una persona irrilevante" nella politica del Kosovo.
Alla fine, la Lista Serba vinse in tutti i 10 comuni a maggioranza serba del Kosovo. Con il sostegno della leadership politica serba, la Lista Serba è entrato a sostegno della maggioranza di governo in Kosovo assieme alla coalizione PANA, che è formata da ex leader dell'Esercito di Liberazione del Kosovo.

## Omicidio
Ivanović è stato ucciso in una sparatoria da auto in corsa alle 08:17 CET di martedì 16 gennaio 2018 mentre entrava nel suo ufficio a Mitrovica Nord. La rianimazione è stata eseguita all'ospedale di Mitrovica poco dopo fino alle 9:15, senza successo.
Le scoperte dell'autopsia hanno rivelato che Ivanović è stato ucciso da sei proiettili 9 × 19 mm Parabellum di una pistola M70A di marca Zastava, colpendo principalmente la parte superiore del torace (organi vitali - aorta superiore, vena cava e fegato).  In un'intervista quattro giorni prima dell'assassinio, Ivanović aveva ammesso di aver temuto per la sua incolumità.
Poco dopo, il presidente della Serbia, Aleksandar Vučić, ha indetto una sessione urgente del Consiglio di sicurezza nazionale della Serbia. Vučić ha condannato l'assassinio di Ivanović e lo ha descritto come un "atto di terrore". Anche il governo del Kosovo ha condannato l'assassinio.
I funerali si sono svolti giovedì 18 gennaio, nel nuovo cimitero di Belgrado.